# Resolución 1358 del Consejo de Seguridad de las Naciones Unidas
La resolución 1358 del Consejo de Seguridad de las Naciones Unidas, adoptada por aclamación el 27 de junio de 2001 en una sesión privada, habiendo considerado la cuestión sobre la recomendación relativa al nombramiento del Secretario General, el Consejo recomendó a la Asamblea General que el Sr. Kofi Annan fuese nombrado como Secretario General por un segundo período desde el 1 de enero de 2002 hasta el 31 de diciembre de 2006.
La elección de Annan fue indisputada ya que había declarado su intención de ser Secretario General en marzo de 2001 y las naciones habían aprobado su decisión inmediatamente. Su nombramiento después fue aprobado por la Asamblea General.